# Pteridium aquilinum

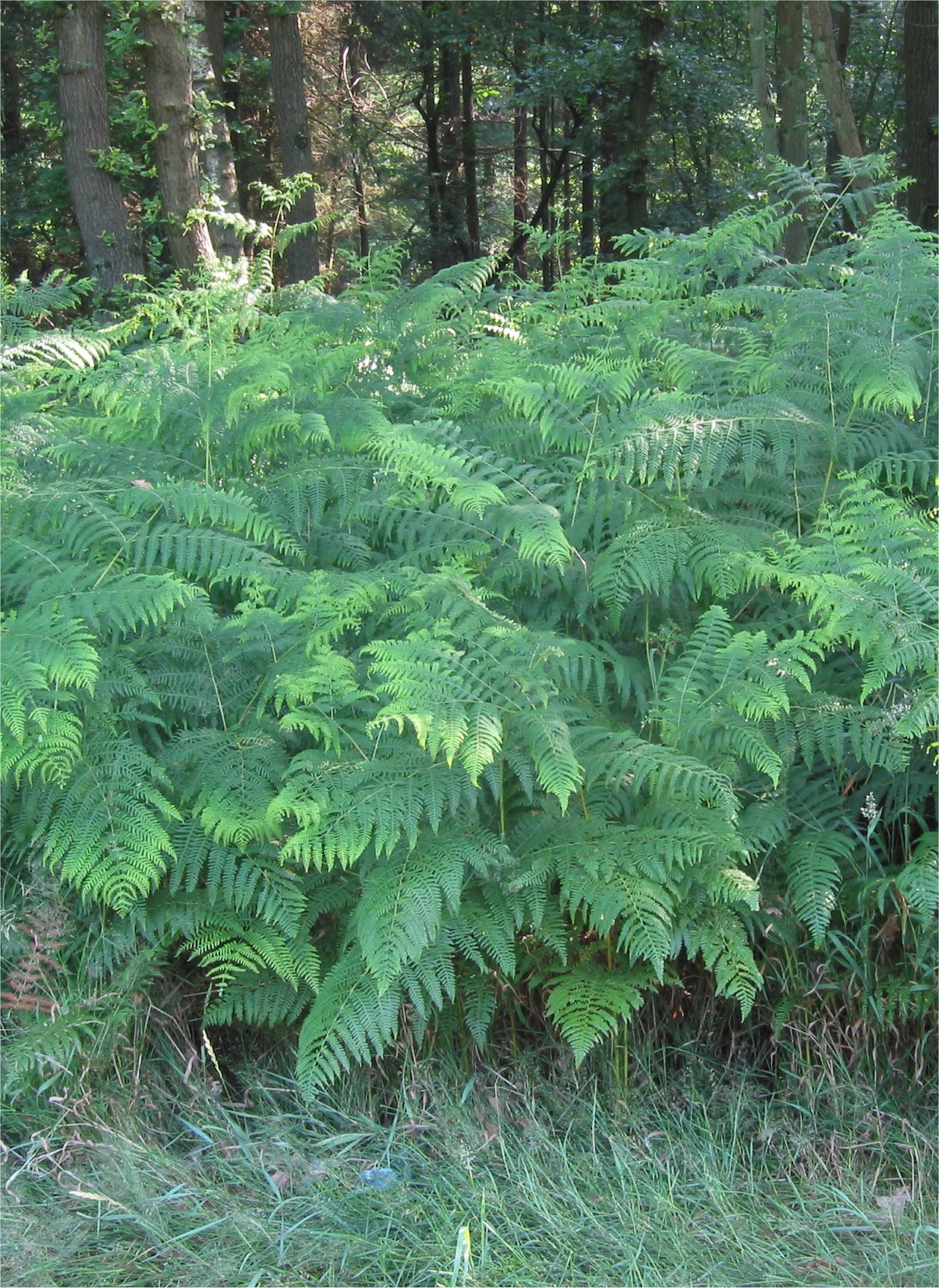
Frondes de P. aquilinum (feiteira).

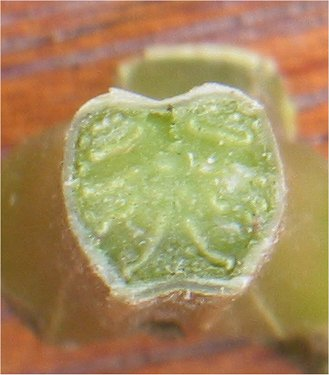
Corte num pecíolo de P. aquilinum, mostrando a águia formada pelos feixes vasculares.

Pteridium aquilinum (L.) Kuhn in Kersten (1879), conhecido pelos nomes comuns de samambaia, feto-comum, feteira, feiteira ou feito, é uma espécie de pteridófito pertencente à família Dennstaedtiaceae (alguns autores incluem a espécie na família Hypolepydaceae). A espécie integra um complexo específico até recentemente considerado como um a única espécie, o que faz dela um dos organismos vegetais de mais ampla distribuição, ocorrendo em todos os continentes, exceto na Antárctida. Dada a sua importância como infestante em pastagens e florestas, e o seu uso como alimento, é também o pteridófito com maior importância económica. O taxon que actualmente permanece como P. aquilinum ocorre em todas as regiões temperadas e subtropicais do Hemisfério Norte e em vastas áreas temperadas e subtropicais do Hemisfério Sul.

## Taxonomia
O feto-comum foi inicialmente descrito em 1753 como Pteris aquilina pelo fundador da moderna taxonomia, Carl Linnaeus, no 2.º volume da sua obra Species Plantarum. A origem do epíteto específico deriva da palavra latina aquila "águia", mas a razão desta escolha tem sido objecto de múltiplas explicações, sendo geralmente assumido que se funda na forma das frondes maturas, cujo perfil remotamente evocará a asa de uma águia, Contudo, já naturalistas medievais, incluindo Erasmo, tinham referido que o padrão das fibras do pecíolo, quando visto em corte transversal, se assemelharia a uma águia bicéfala ou a uma folha de carvalho. O seu nome binomial actual é da autoria de Friedrich Adalbert Maximilian Kuhn, tendo sido publicado em 1879.
O género Pteridium foi inicialmente considerado como mono-específico, tendo Pteridium aquilinum como única espécie. Ao longo das últimas décadas a espécie foi progressivamente subdividida, constituindo actualmente um complexo específico, com limites mal definidos no qual diferentes autores reconhecem entre 7 e 11 espécies distintas.

## Descrição
P. aquilinum é um pteridófito isósporeo, herbáceo, vivaz ou perene, decíduo nas regiões com inverno mais marcado. Apresenta um rizoma subterrâneo muito desenvolvido que chega a alcançar muitos metros de comprimento, de cor cinzenta, coberto por vilosidades escuras.
As frondes são grandes, grosseiramente triangulares, com 1 a 3 metros de comprimento. As lâminas são tripinadas ou quatripinnadas (tetrapinadas), com pínulas ovóides e glabras na face superior, enquanto que a face abaxial é pilosa, com tricomas densos. O pecíolo é menor ou igual ao comprimento da lâmina. Pode apresentar uma estipa com cerca de 1 cm de diâmetro na base.
Apresenta soros reunidos em cenosoros lineares, com duplo indúsio composto por um pseudo-indúsio membranoso composto pelo rebordo da lâmina e um indúsio verdadeiro, de cor acinzentada, situados na face abaxial das frondes.
Os esporângios são esferoidais, com anel longitudinal, esporos com marcação trilete muito ligeira, que se disseminam rapidamente pelo vento (forte anemocoria).

## Distribuição ehabitat
O complexo específico tem sub-cosmopolita, estando apenas ausente em zonas áridas e sub-áridas. A espécie P. aquilinum ocorre em todas as regiões temperadas e subtropicais do Hemisfério Norte e em vastas regiões temperadas e subtropicais do Hemisfério Sul, mas a sua distribuição varia em função do número de espécies que é considerado.
Sendo uma planta extremamente adaptável, coloniza rapidamente áreas disturbadas, razão pela qual integra numerosas sucessões ecológicas nas etapas de degradação, em especial após incêndios florestais e queimadas de vegetação, sendo extremamente resistente aos incêndios florestais. Apresenta comportamento invasor em diversas regiões, incluindo algumas nas quais é nativa, como é o caso da Grã-Bretanha, onde invade terrenos dominados por urzais de Calluna vulgaris em turfeiras da região de North Yorkshire.
Ocorre desde o nível do mar até aos 2000 metros de altitude, variando o limite altitudinal máximo em função da latitude.
Prefere solos profundos e bem drenados, em especial solos arenosos em zonas frescas com substratos acidificados por serem pobres em bases ou ligeiramente siliciosos.

## Etnobotânica e toxicidade
As plantas do género Pteridium são tradicionalmente utilizadas como alimento para humanos e para diversas espécies de herbívoros domésticos em muitas áreas onde ocorrem. Apesar desses usos, a ingestão destas plantas tem vindo a ser progressivamente ligada a problemas de saúde diversos, com destaque para as doenças oncológicas do aparelho digestivo e da pele.
As plantas do género Pteridium contêm o composto carcinogénico designado por ptaquilosídeo, e populações, especialmente no Japão, que consomem os rebentos como hortaliça, apresentam algumas das mais altas taxas conhecidas de incidência de cancro do estômago.
Também o consumo de leite contaminado com o composto ptaquilosídeo em resultado da ingestão de fetos pelas vacas ou cabras que o produzem contribuirá para a alta incidência de neoplasias gástricas humanas nas populações dos estados andinos da Venezuela.
Os esporos também foram apontados como carcinogénicos, razão pela qual algumas regiões do Reino Unido, onde o feto é muito comum, utilizam filtros especificamente concebidos para remover os esporos de Pteridium da água para consumo humano.
Foi sugerido que a ingestão de um suplemento alimentar rico em selénio pode prevenir, e mesmo reverter, o efeito imunotóxico induzido pelo ptaquilosídeo do Pteridium aquilinum.